# The Thundering Herd (1933)
The Thundering Herd is een Amerikaanse western uit 1933 onder regie van Henry Hathaway.

## Verhaal
Randall Jett en Clark Sprague zijn twee concurrerende bizonjagers. Tom Doan werkt onder Sprague en hij is op zoek naar Jett en zijn mannen, omdat ze zijn vriendin hebben ontvoerd. Daarnaast willen enkele verschillende indianenstammen samen een aanval uitvoeren op de blanke bizonjagers.

## Rolverdeling
| Acteur            | Personage     |
| ----------------- | ------------- |
| Randolph Scott    | Tom Doan      |
| Judith Allen      | Milly Fayre   |
| Buster Crabbe     | Bill Hatch    |
| Noah Beery        | Randall Jett  |
| Raymond Hatton    | Jude Pilchuck |
| Blanche Friderici | Jane Jett     |
| Harry Carey       | Clark Spraque |
| Monte Blue        | Smiley        |
| Barton MacLane    | Pruitt        |
| Al Bridge         | Catlee        |
| Dick Rush         | Middlewest    |
| Frank Rice        | Hoefsmid      |
| Buck Connors      | Bizonjager    |
| Charles McMurphy  | Andrews       |